# Blå gråfågel
Blå gråfågel (Cyanograucalus azureus) är en afrikansk fågel i familjen gråfåglar inom ordningen tättingar.

## Utseende och läte
Blå gråfågel är en vacker, helt blå trastliknande fågel. Ögonen är röda, ansiktet mörkt och näbben svart. Den blå färgen kan dock vara svår att se i den skuggiga levnadsmiljön. Silhuetten är då distinkt, sittande nära grenar med rätt korta ben och kort stjärt samt enfärgat utseende. Hesa och gnälliga "tchuwee" och knappa "tchup" hörs från flockar, medan sången är består av ett genomträngande ljud som kan variera i tonhöjd och längd.

## Utbredning och systematik
Blå gråfågel förekommer från Sierra Leone till Gabon, Demokratiska republiken Kongo och sydvästra Uganda samt på ön Bioko. Den behandlas som monotypisk, det vill säga att den inte delas in i några underarter.

### Släktestillhörighet
Blå gråfågel placerades tidigare i släktet Coracina, men DNA-studier visar att den tillhör en egen utvecklingslinje. Följaktligen förs den numera till ett eget släkte, Cyanograucalus.

## Levnadssätt
Blå gråfågel hittas i tropiska skogar, där den födosöker i småflockar högt uppe i trädkronorna.

## Status och hot
Arten har ett stort utbredningsområde och en stor population, men tros minska i antal till följd av habitatförstörelse, dock inte tillräckligt kraftigt för att den ska betraktas som hotad. Internationella naturvårdsunionen IUCN kategoriserar därför arten som livskraftig (LC). Världspopulationen har inte uppskattats men den beskrivs som lokalt frekvent förekommande till vanlig.